# Glicoproteína Ib
A glicoproteína 'Ib ('GPIb), também conhecida como CD42, é um componente do complexo GPIb-V-IX  em plaquetas. O complexo GPIb-V-IX liga-se ao fator de von Willebrand, levando à adesão plaquetária e formação de "plug" plaquetário nos locais de dano vascular.
Essa proteína é deficiente na síndrome de Bernard-Soulier.  Uma mutação de ganho de função leva ao tipo plaquetário da doença de von Willebrand.
Autoanticorpos contra Ib/IX podem ser produzidos na púrpura trombocitopênica idiopática.
Seus componentes incluem GP1BA e GP1BB.
Ela forma um complexo com a Glycoprotein IX.